# Pelochyta gandolfii
Pelochyta gandolfii là một loài bướm đêm thuộc phân họ Arctiinae, họ Erebidae.